# Cryptopygus elegans (Cardoso, 1973)
Cryptopygus elegans (Rapoport & Izarra, 1962)
Espèce
Synonymes
- Isotomina elegans Cardoso, 1973

Cryptopygus elegans est une espèce de collemboles de la famille des Isotomidae.

## Distribution
Cette espèce est endémique du Mozambique.

## Systématique et taxinomie
Cette espèce a été décrite sous le protonyme Isotomina elegans par Cardoso en 1973. Ce nom est préoccupé par Cryptopygus elegans (Rapoport & Izarra, 1962), elle doit être renommée.

## Publication originale
- Cardoso, 1973 : Nova contribuiçao para o estudo dos Colêmbolos de Moçambique. Revista de Ciências Biológicas, Universidade de Lourenço Marques, sér. A, vol. 6, p. 7-21.